# Centrocalia
Centrocalia és un gènere d'aranyes araneomorfes de la família dels família dels lampònids (Lamponidae). Fou descrit per primera vegada l'any 2000 per Platnick. Són endèmiques de Nova Caledònia.

## Taxonomia
Segons el World Spider Catalog (versió 17.5 del 24/10/2016):
- Centrocalia chazeaui Platnick, 2000
- Centrocalia lifoui (Berland, 1929)
- Centrocalia ningua Platnick, 2000